# 貯蓄
貯蓄（ちょちく、英: savings）とは、蓄えることであるが、経済学においては色々な定義があり、主なものとして以下のものがある。不動産を含めるか、金融資産を含めるかどうかで金額は大きく変わることに注意。
1. 投資を含む：現金・預金・投資（金融資産や不動産など）・年金・保険などにより資産を蓄えること。
2. 流動資産のみ：現金・預金（普通預金や定期預金など）・金融資産（株や投資信託や債券など）・保険により資産を蓄えること。不動産と年金は含めない。
3. 投資を除く：現金・預金（普通預金など）により資産を蓄えること。

投資を含む用法は、内閣府の国民経済計算の家計貯蓄率などで使われている。資産のリスク性などを考慮に入れず貯蓄とする用法である。所得=消費+租税+貯蓄 の関係にある。
流動資産のみの用法は、総務省統計局の家計調査で使われている。不動産や年金は含まないため、確定拠出年金や小規模企業共済なども貯蓄に含まれない。
投資を除く用法は、貯金と似た意味に使われており、ほぼ無リスクで直ぐに消費に回せる資産だけに限定した用法である。例えば、2001年に小泉純一郎内閣が「貯蓄から投資へ」というスローガンを掲げたが、この時の貯蓄は預金の事をさしている。
更には、リスク性のある金融資産の貯蓄のことだけをさす用法もあり、知るぽるとの発表している「家計の金融行動に関する世論調査」の統計データに対して、不動産・普通預金・年金などしか資産を持っていない世帯を「貯蓄ゼロ世帯」と呼ぶ用法もある。これは正しくは「リスクのある金融資産ゼロ世帯」である。
住宅購入や冠婚葬祭などのライフイベントで多額の貯蓄が必要になるため、長期に渡るマネープランを立てることも推奨されている。

## 参照
1. ↑   統計局ホームページ/統計FAQ　03A-Q09　家計貯蓄率
2. ↑  統計局ホームページ/家計調査（貯蓄・負債編）　調査結果
3. ↑  色あせた「貯蓄から投資へ」　（西川善文氏の経営者ブログ）　:日本経済新聞
4. ↑  家計の金融行動に関する世論調査｜知るぽると
5. ↑  貯蓄ゼロってどういう意味？貯金なしの定義とは 預金・貯金 All About
6. ↑  “あなたの“これから”を支えるマネープラン | J.P.モルガン・アセット・マネジメント”. am.jpmorgan.com. 2024年6月12日閲覧。